# 유지애
유지애(劉智愛, 1993년 5월 21일~)는 대한민국의 가수이자 배우로 걸그룹 러블리즈의 서브보컬을 맡고 있다.

## 생애
서울특별시 도봉구 출신이다. 동북초등학교와 정의여자중학교를 졸업한 후 미양고등학교로 진학했으나 서울공연예술고등학교로 전학가서 그 곳에서 졸업했다.
데뷔 전 2010년 패션 매거진 YOZO의 1기 모델로 활동한 경력이 있으며, 동년 4월에 방송된 인피니트의 데뷔 예능 《인피니트! 당신은 나의 오빠》에 여동생으로 출연했다.
이후 2013년 4월 디지털 싱글〈Delight〉으로 데뷔했다.
2014년 11월 12일에 걸 그룹 러블리즈의 멤버로 데뷔했다.

## 학력
- 동북초등학교 (졸업)
- 정의여자중학교 (졸업)
- 서울공연예술고등학교 방송연예과 (졸업)

## 음반 활동

### 디지털 싱글
| 앨범 번호 | 앨범 정보                             | 트랙 리스트 |
| --------- | ------------------------------------- | ----------- |
| 1         | 《Delight》 - 발매일: 2013년 4월 24일 | 1. Delight  |

## 가수 외 활동

### 방송
| 연도   | 방송사 | 분류 | 제목                           | 기간                |
| ------ | ------ | ---- | ------------------------------ | ------------------- |
| 2010년 | Mnet   | 예능 | 《인피니트! 당신은 나의 오빠》 | 2010.4.12~2010.5.31 |
| 2012년 | SBS    | 예능 | 《런닝맨》                     | 2012.6.10           |
| 2015년 | KBS2   | 예능 | 《출발 드림팀 시즌2》          | 2015.2.22           |
| 2016년 | JTBC   | 예능 | 《아는 형님》34회              | 2016.07.23          |
| 2019년 | MBC    | 예능 | 《미스터리 음악쇼 복면가왕》   | 2019.3.31~2019.4.7  |

### 드라마
- 《공부의신》 (KBS2, 2010년)
- 《월계수 양복점 신사들》 (KBS2, 2016년)
- 《7인의 탈출》(SBS, 2023년) - 지애 역
- 《7인의 탈출 시즌2》(SBS, 2024년) - 지애 역

### 영화
- 《바람개비》 (2023년)

### 라디오
- 《어벤걸스》 (네이버 Now , 2020년 1월 13일 ~ 2020년 7월 14일) - 매주 화요일 호스트
- 《배성재의 텐》 (SBS POWER FM , 2020년 7월 24일 ~ ) - 매주 금요일 코너 <꼰묘꼰묘해> 고정 게스트
- 《배성재의 텐》(SBS 파워FM, 2022년 2월 21일) - 스페셜DJ